# Петро (себастократор)
Петро — болгарський князь, який мав високий титул себастократора. Почав правити близько 1253 року.
Був одружений з Ганною-Теодорою, донькою імператора болгар, волохів і ромеїв Івана Асена II. 
Він правив значною частиною території Болгарської імперії під час правління свого швагра імператора Михайла Асена II. Був  впливовою фігурою при його дворі.
Мав доньку, яка вийшла заміж за короля Болгарії Шишмана І з Видина, засновника династії Шишмановичів.
Петро був болгарським севастократором близько 1253 року.